# كالمان سابو
كالمان سابو (بالمجرية: Szabó Kálmán)‏ (27 يونيو 1980 ببودابست في المجر - ) هو لاعب كرة قدم مجري في مركز حراسة المرمى. شارك مع منتخب المجر لكرة القدم. أما مع النوادي، فقد لعب مع رتش شوروزو ونادي فيرينتسفاروشي وSzigetszentmiklósi TK ‏ ونادي تاتابانيا ‏.